# Adrian Hall
Adrian Hall (Staines, Middlesex, 1 de enero de 1959) es un actor británico, conocido por interpretar al joven Jeremy Potts en la película Chitty Chitty Bang Bang (1968). En la actualidad es codirector en CDS School Academy of Live and Recorded Arts (ALRA).

## Filmografía
- Chitty Chitty Bang Bang (1968)
- The man who had power over women (1970)
- Kadoyng (1972)

### Televisión
- Jason King (1971)

- Datos: Q4685076